# هوندا أفييتر
هوندا أفياتور(بالإنجليزية: Honda Aviator)‏ هي دراجة نارية من تصنيع هوندا.